# Cor Fijneman
Cor Fijneman (Breda, 9 april 1977) is een Nederlands dj en producer. Hij draait vooral trance en heeft onder meer op Dance Valley en Innercity gedraaid. Onder het pseudoniem Silence The Sneak bracht hij ook een single uit. In 2003 bereikte hij met Jan Johnston een grote hit met Venus (meant to be your lover), maar in de top 40 werd het nummer slechts 39ste en verdween het na twee weken uit de lijst. Het was een dancesmash op radiostation 538.

## Discografie

### Albums
- Cor Fijneman - Monologue (2005)

### Compilatiealbums
- DJ Cor Fijneman - In Trance We Trust 005 (2001)
- DJ Cor Fijneman - In Trance We Trust 006 (2001)
- DJ Cor Fijneman - Outstanding (2002)
- Cor Fijneman - Illusion Live (2004)
- DJ Cor Fijneman - In Trance We Trust: Collector's Edition 1 (CD 2) (2004)
- DJ Cor Fijneman - The Matrixx #5 (CD 2) (2005)
- Cor Fijneman & Mark Norman - Around The World In 80 Days (2006)
- Serenity - Mixed and Compiled by Cor Fijneman (2009)
- Private Party 3 - Mixed By Cor Fijneman (2010)

### Singles
- Tiësto - Theme From Norefjell  (1997)
- "Hammock Brothers (met Tijs Verwest - Tiësto) - Blaze of night  (1998)
- "Hammock Brothers (met Tijs Verwest - Tiësto) - Sea  (1998)
- "Hammock Brothers (met Tijs Verwest - Tiësto) - Rejected  (1998)
- "Hammock Brothers (met Tijs Verwest - Tiësto) - Earth  (1998)
- Tiësto - Sparkles (1998)
- Allure - No More Tears (1999)
- DJ Salez vs.DJ Cor Fijneman - Lattitude / Black Mamba (2002)
- Impact vs. DJ Cor Fijneman - No Way Out (2002)
- DJ Cor Fijneman - Healing (2003)
- DJ Cor Fijneman - Venus (Meant To Be Your Lover) (2003)
- Silence The Sneak - Hot Wired (2004)
- DJ Cor Fijneman - Don't Break My Heart (2004)

### Hitlijsten
| Single met eventuele hitnotering(en) in de Nederlandse Top 40 | Datum van verschijnen | Datum van binnenkomst | Hoogste positie | Aantal weken | Opmerkingen                                |
| ------------------------------------------------------------- | --------------------- | --------------------- | --------------- | ------------ | ------------------------------------------ |
| Venus (Meant To Be Your Lover)                                | 2003                  | 31-05-2003            | 39              | 2            | met Jan Johnston / Dancesmash op Radio 538 |

## Projecten
Diaz Brothers, Hammock Brothers, Javier & Finjemaen, Miller & Fijneman, Stanford, Threesome, Tin Man